# Житловий флігель братів Моторнових
Флігель братів Моторнових — пам'ятка архітектури в Одесі. Флігель розташований на Маразліївській вулиці у глибині ділянки. Будинок внесений до Реєстру пам'яток культурної спадщини Одеси як одиниця комплексу пам'яток архітектури та історії місцевого значення (охоронний номер флігеля 443/2-Од)..

## Історія
У 1881 році впритул до червоної лінії вулиці було споруджено триповерховий прибутковий будинок. У 1898 році ділянка належала почесному громадянину Василю Івановичу Лузінову, у 1901 році площа ділянки становила 302 кв. саж. Між 1912 та 1913 роками ділянка була придбана братами Костянтином, Василем, Олександром, Дмитром, Павлом, і Іваном Андрійовичами Мотроновими. Дмитро Андрійович Моторнов був інженером без чину, працював у повітовій Земській управі, після придбання ділянки він проживав у одній із споруд. Василь Андрійович Мотронов був військовиком, відбував службу в 4-му стрілецько-артилерійському дивізіоні, у 1913 році проживав у прибутковому будинку Ганни Іванівни Ілларіонової на Малій Арнаутській вулиці, 9. Згідно з авторською таблицею, флігель був споруджений у 1913 році за проектом цивільного інженера Ф. Е. Кюнера.

## Архітектура
Флігель чотириповерховий з житловим підвалом. Має рідкісне для Одеси й поширене в Києві Т-подібне планування. Сходова клітка розташована всередині будинку, освітлюється ліхтарем на даху. Огорожа сходів прикрашена геометричними візерунками, виконана у стилі пізнього модерну. Стелю вестибюля прикрашає класична падуга. Фасад будинку має декілька розкріповок, що надає будинку певної виразності. Також на фасаді присутні фільонки, що заповнені фактурною штукатуркою. Праворуч від входу з правого боку від вікна була встановлена мармурова таблиця, де вказані автор споруди і рік побудови, аналогічну таблицю інженер Ф. Е. Кюнер встановив на фасаді будинку Рудь на Тираспольській вулиці, 16.

## Галерея

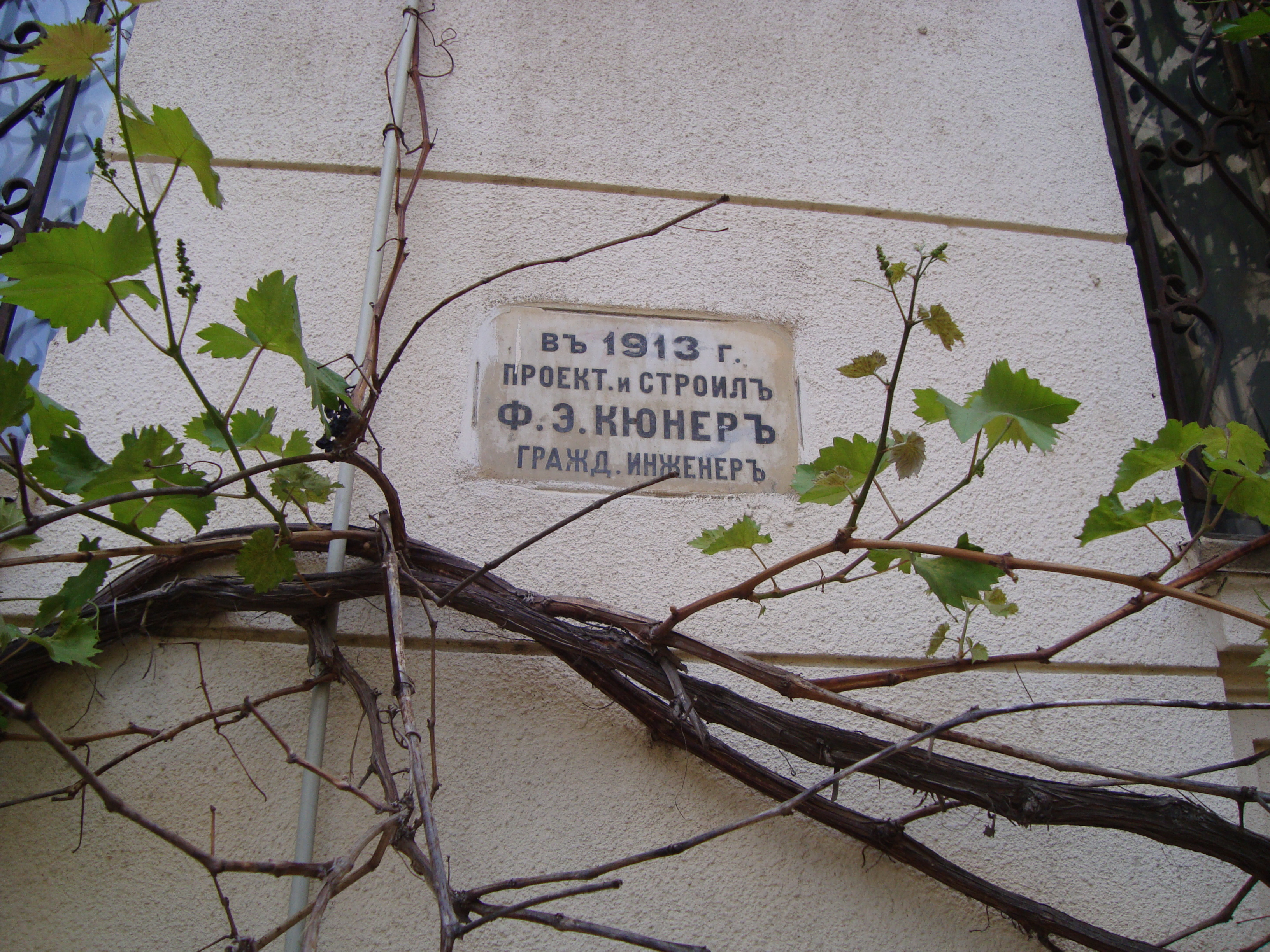
Таблиця праворуч від парадного входу, що була встановлена під час спорудження флігеля
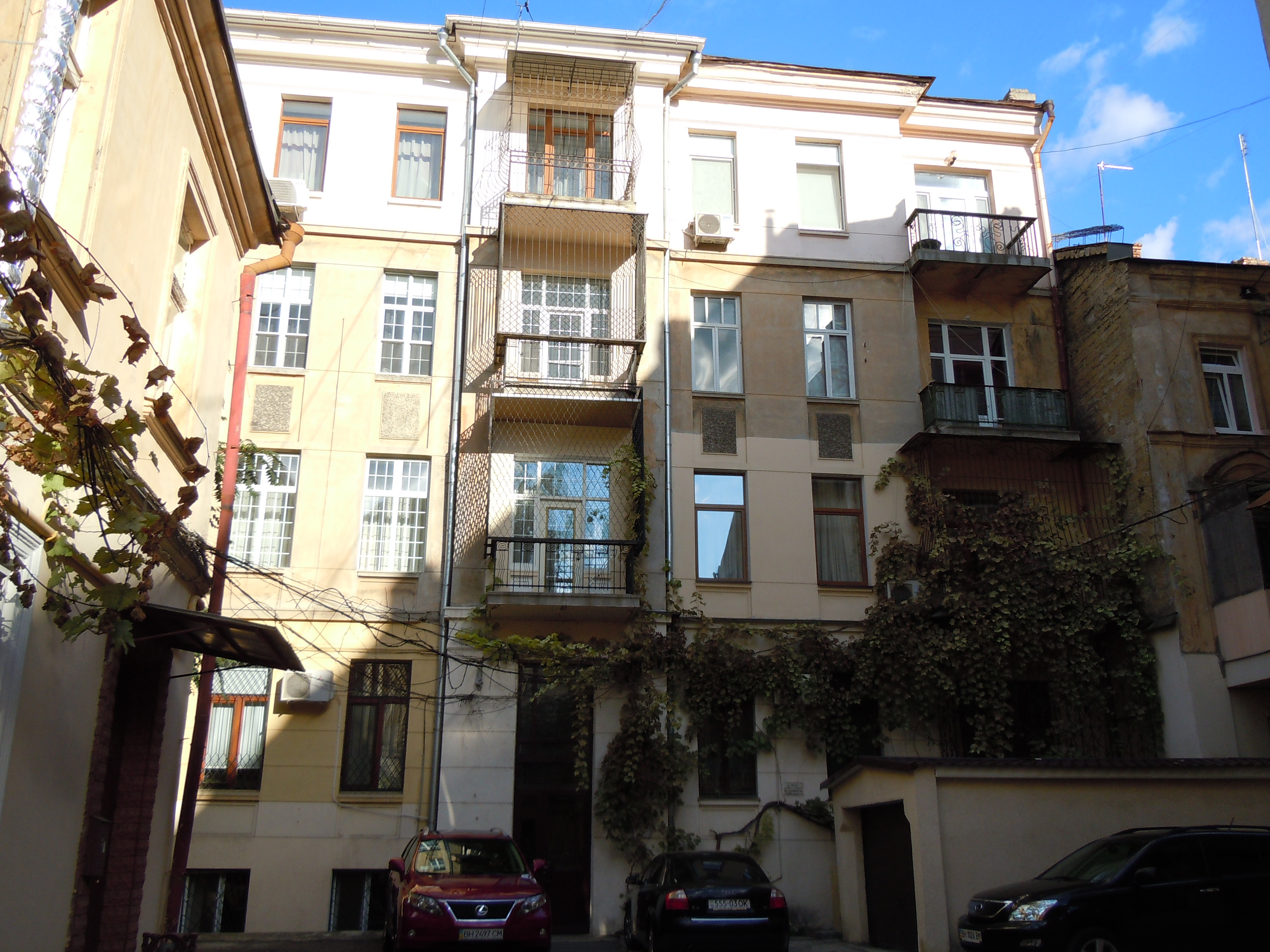